# Gefülltes Hälsel

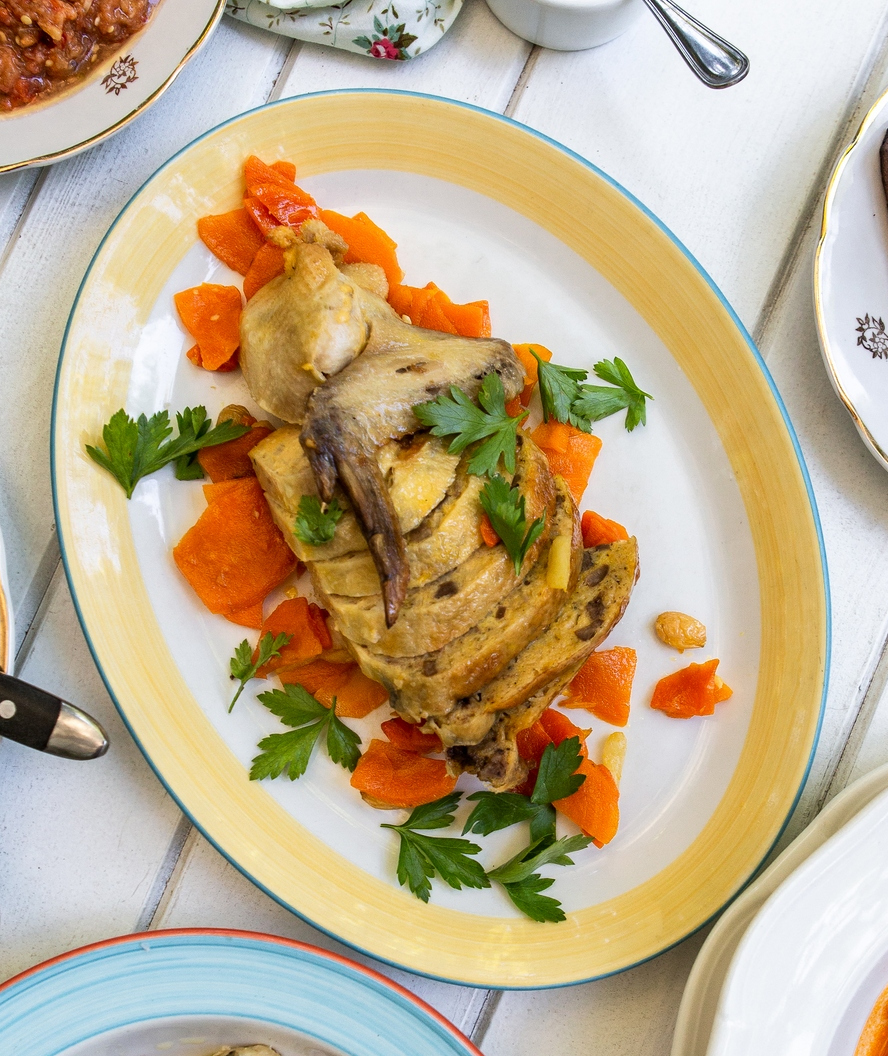
Hälsel

Gefülltes Hälsel (andere Schreibweise Gefillte Helzel) ist eine kulinarische Spezialität der jüdischen Küche. Sie besteht aus Geflügelhalshaut, oft von einer Gans, die mit deren Innereien, Semmelbröseln oder Mehl gefüllt und dann traditionell für den Schabatt im Tscholent mitgekocht wird. Die fette Haut eines Gänsehalses gibt der Füllung zusätzlichen Geschmack. Unter den Aschkenasen war gefülltes Hälsel ein besonderes Essen, das dem Sabbat oder anderen besonderen Anlässen vorbehalten war, und in vielen Haushalten konkurrierte es mit Kischke als Lieblingsgericht.

## Namensherkunft
Das jiddische Wort Hälsel kommt aus der deutschen Sprache und ist ein Diminutiv von Hals. Andere Namen sind: in England: magel; Ungarn: halsli; Jiddisch: Falscha Kishke, Gorgle.